# Ilex championii
Ilex championii är en järneksväxtart som beskrevs av Ludwig Eduard Loesener. Ilex championii ingår i släktet järnekar, och familjen järneksväxter. Inga underarter finns listade i Catalogue of Life.